# Кова-Ліма
Кова-Ліма (порт. Kovalima, тетум Cova Lima) — один з 13 районів Східного Тимору. Розташований в південно-західній частині країни. Площа становить 1206,66 км². Адміністративний центр — місто Суаї, розташований за 136 км від столиці країни, міста Ділі.

## Географія
Кова Ліма межує з районами Бобонару (на півночі) і Айнар (на сході), а також з індонезійської провінцією Східні Малі Зондські острови (на заході і північному заході). На півдні омивається водами Тиморського моря. Найвища точка району, гора Фохо-Таромар, становить 1744 м над рівнем моря і розташовується поблизу індонезійської кордону.

## Населення
Населення району за даними на 2010 рік становлять 59 455 осіб; для порівняння, на 2004 рік воно налічувало 52 818 осіб. Щільність населення — 49,27 чол./км². Середній вік населення становить 18,6 років. У період з 1990 по 2004 роки середній щорічний приріст населення склав 1,13 %.
55 % населення розмовляють мовою бунак; 41 % — говорять мовою тетум. Поширені також інші місцеві мови і діалекти. 47,3 % населення володіють мовою тетум (включаючи тих, для яких вона є другою і третьою мовами); 42,9 % володіють індонезійською і 9,9 % — португальською. 54,3 % населення неписьменні (57,9 % жінок і 50,7 % чоловіків). Тільки 10,2 % осіб старше 18 років закінчили середню школу (7,4 % жінок і 13,1 % чоловіків).
За даними на 2004 рік 99,8 % населення складають католики; 0,1 % — прихильники традиційних анімістичних вірувань. 28 людина є мусульманами і 15 осіб — протестантами.

## Адміністративний поділ
В адміністративному відношенні поділяється на 7 підрайонів:
| Подрайон  | Населення, чол. (2010) | Площа, км² |
| --------- | ---------------------- | ---------- |
| Зумалай   | 11 639                 | 283,74     |
| Маукатар  | 6291                   | 114,56     |
| Суаї      | 25 164                 | 302,60     |
| Тиломар   | 7043                   | 194,64     |
| Фаталулік | 1894                   | 45,72      |
| Фатумеан  | 3332                   | 132,60     |
| Фохорен   | 4092                   | 132,80     |

## Галерея

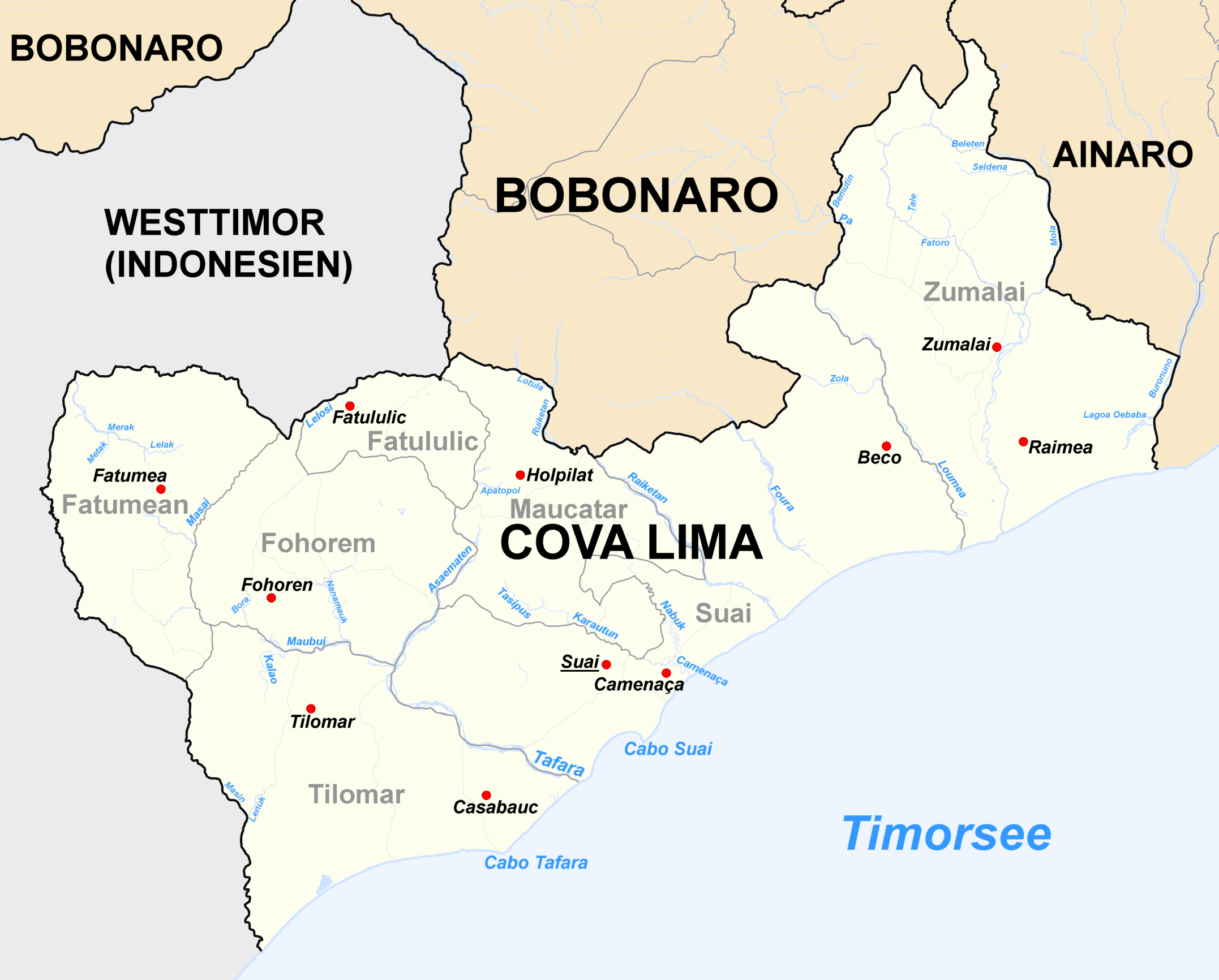
Мапа району
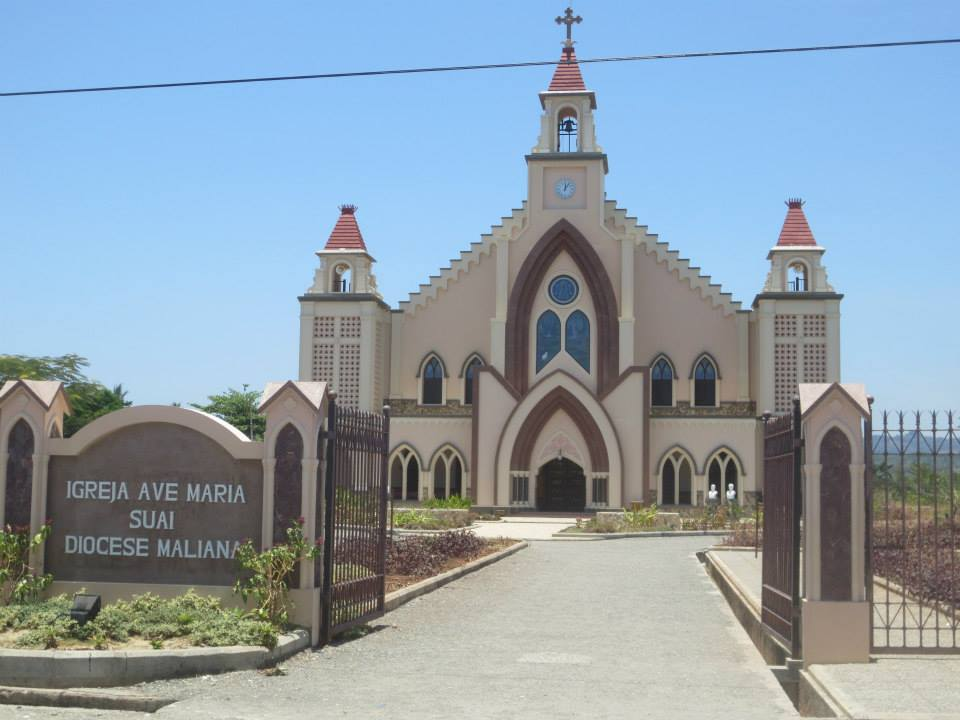
Церква в Суаї
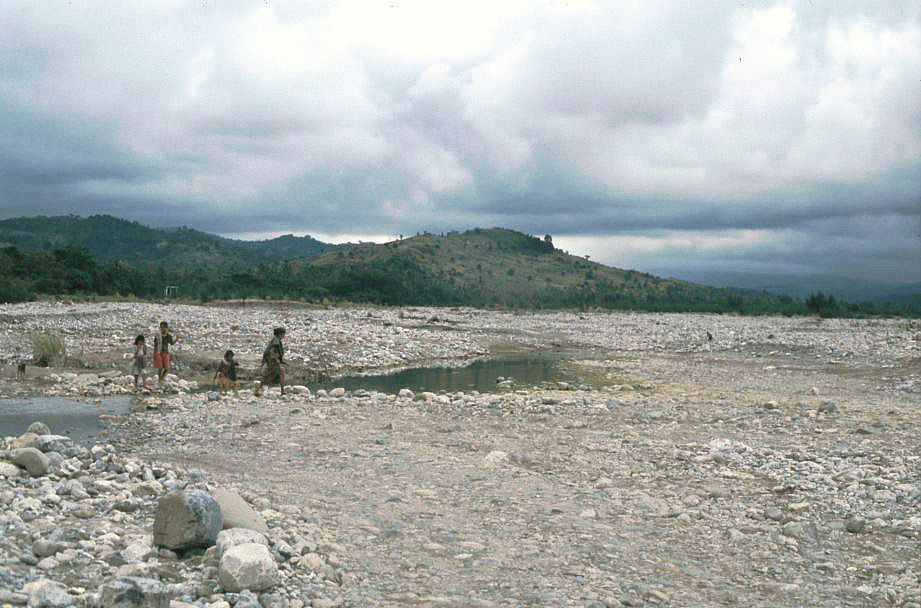
Струмок поблизу Суаї
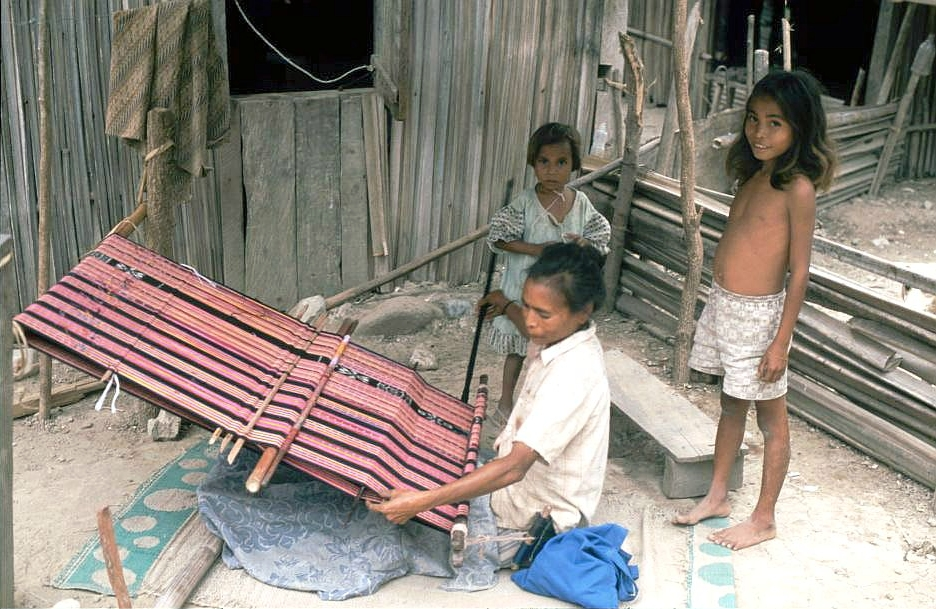
Жінка з дітьми в Суаї